# Kellee Santiago

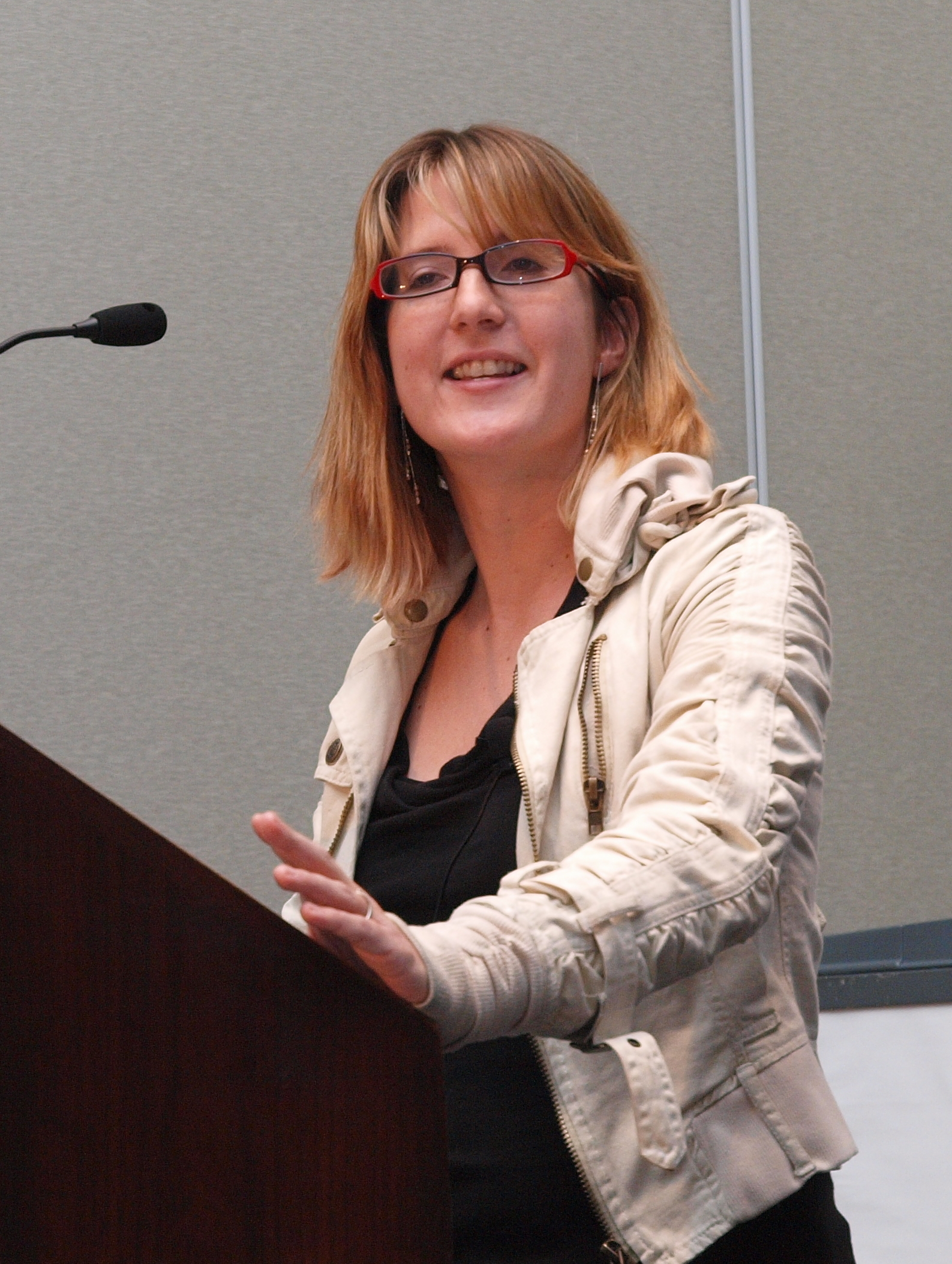
Kellee Santiago - Game Developers Conference 2010

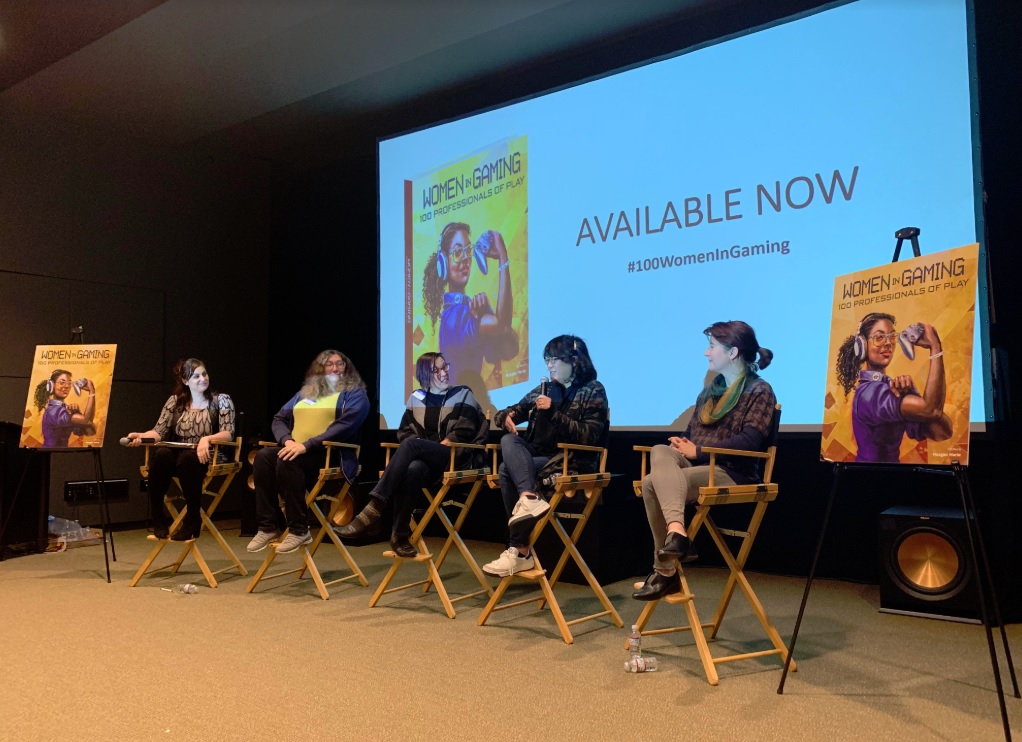
Women in Gaming book launch

Kellee Santiago (* 1979 in Caracas, Venezuela) ist eine US-amerikanische Game Designerin. Sie ist Mitbegründerin und ehemalige Präsidentin von Thatgamecompany.

## Leben und Werk
Santiago wurde als Tochter eines Software-Entwicklers in Caracas geboren und wuchs in Richmond (Virginia) auf. Von 1997 bis 2001 studierte sie an der Tisch School of the Arts an der New York University. Anschließend studierte sie von 2003 bis 2006 an der University of Southern California (USC), wo sie ihren Master-Abschluss im Interactive Media Program der School of Cinematic Arts erhielt. Während ihrer Studienzeit produzierte sie mit Jenova Chen das preisgekrönte Spiel  Cloud. Das Spiel gewann bei der Guerilla Games Competition, beim Independent Games Festival und wurde bei Spike TV, G4TV sowie CBS News Sunday Morning gezeigt.

## Thatgamecompany

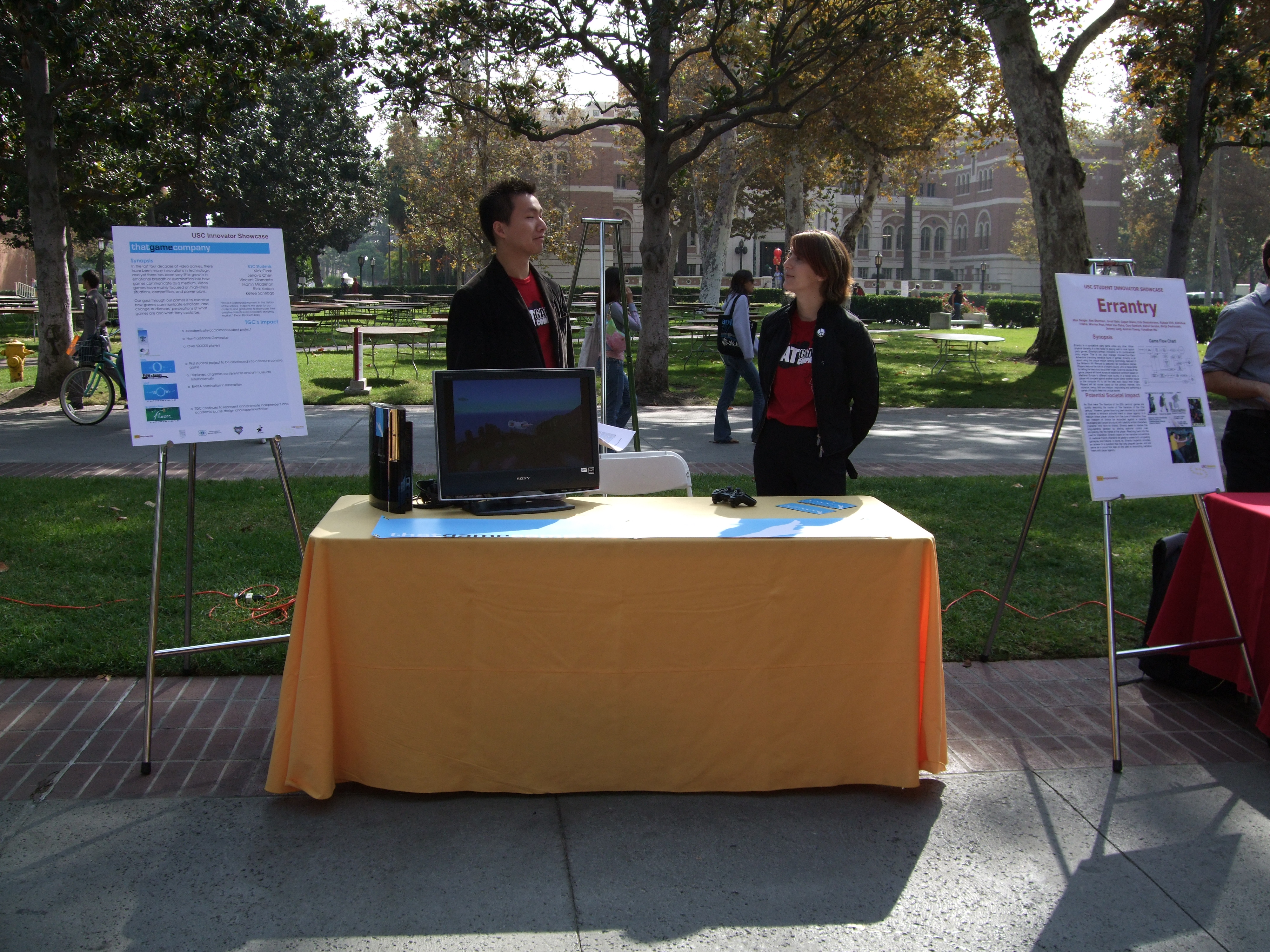
Jenova Chen und Kellee Santiago mit einem Stand an der University of Southern California

In den ersten vier Monaten nach der Veröffentlichung 2005 erhielt das Spiel über 400.000 Downloads, was Santiago und Chen nach ihrem Abschluss veranlasste, im Mai 2006 die Spielefirma Thatgamecompany zu gründen. Sie schlossen mit Sony Computer Entertainment einen Vertrag über die Entwicklung von drei Spielen für das PlayStation Network. Neben ihrer Rolle als Präsidentin des Unternehmens war Santiago zunächst auch als Produzentin für das Studio tätig. Das erste Spiel des Studios war flOw, eine Adaption eines Spiels, das Chen für seine Masterarbeit an der USC entwickelt hatte. Das Spiel führte dazu, dass das Studio für unabhängige Videospielentwicklung bekannt wurde. 2008 wurde das Unternehmen von Gamasutra in seine Liste der innovativsten Entwickler des Jahres aufgenommen. Das zweite Spiel war Flower, das 2009 veröffentlicht wurde. Die drei Titel flOw, Flower und Journey erzielten jeweils rekordverdächtige kommerzielle Erfolge und errangen mehrere Auszeichnungen (AIAS Game of the Year,  BAFTA Awards,  GDC Game of the Year).
Santiago war eine der Geldgeberinnen des im März 2010 gegründeten Indie Fund, einer Gruppe, die in die Entwicklung unabhängiger Videospiele investiert. Santiago heiratete im Oktober 2010 Mike Stein, den sie an der University of Southern California kennengelernt hatte. Von 2011 bis 2012 war sie Vorsitzende der Jury der IndieCade Festival Awards und wurde für den  Microsoft Women in Games Lifetime Achievement Award nominiert.

## Leiterin der Developer Relations
Im März 2013 kam Santiago zu Ouya als Leiterin der Developer Relations, der Pflege der Beziehungen zwischen Unternehmen und Softwareentwicklern. Im Mai 2014 trat sie dem Beirat von Women in Games International bei und wurde auch offizielle Beraterin für das Videospielunternehmen Night Light Interactive. Im Oktober 2015 wechselte Santiago nach dem Verkauf und der Auflösung des Unternehmens Ouya zu Google Play Games. 2019 verließ sie Google, um Leiterin der Developer Relations bei dem Entwicklerstudio Niantic zu werden.

## Spiele (Auswahl)
- 2005: Cloud
- 2006: Darfur is Dying
- 2006: flOw
- 2009: Flower[6]

## Auszeichnungen (Auswahl)
- TED-Fellow
- 2011 wurde sie von dem Magazin Fast Company als eine der 100 einflussreichsten Frauen in der Technologie gewählt[7]